# چندرنگ‌نمایی

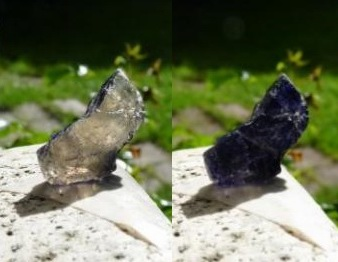
چندرنگ‌نمایی کوردیریت که با با چرخاندن فیلتر قطبنده روی لنز دوربین نمایان شده‌است.

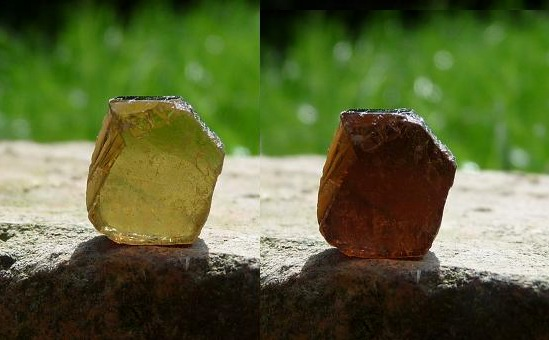
چندرنگ‌نمایی تورمالین که با با چرخاندن فیلتر قطبنده روی لنز دوربین نمایان شده‌است.

چندرنگ‌نمایی (Pleochroism) یک پدیده نوری است که در آن یک ماده هنگام مشاهده در زوایای مختلف، به ویژه با نور قطبی‌شده، رنگ‌های متفاوتی دارد.
در نتیجه دوبازتابی نور در گوهرسنگ‌ها یا بلورهای رنگی، نور به دو پرتو تقسیم می‌شود که با زاویه ۹۰ درجه نسبت به یکدیگر قطبی می‌شوند. از آنجایی که پرتوها مسیرهای مختلفی را دنبال می‌کنند و با سرعت‌های متفاوتی از میان سنگ منتشر می‌شوند، در معرض جذب انتخابی متفاوتی قرار می‌گیرند که به هنگام خروج از سنگ به آنها رنگ‌های متفاوتی می‌دهد. به این دلیل، وقتی از جهات مختلف به سنگ نگاه کنید رنگ متفاوتی دیده می‌شود.
برخی از سنگ‌ها دارای دو رنگ یا سایه هستند که به آن دورنگ‌نمایی می‌گویند، برخی دیگر در سه رنگ دیده می‌شوند و سه‌رنگ‌نما هستند. سنگ‌های قیمتی بسته به رنگ‌ها و زیبایی آن‌ها، گاهی عمداً به گونه‌ای برش داده می‌شوند تا چندرنگ‌نمایی آن‌ها تأکید یا پنهان شود.
در کانی‌شناسی، چندرنگ‌نمایی ابزار بسیار مفیدی برای شناسایی یک کانی است، زیرا کانی‌های مختلف که در غیر این صورت بسیار مشابه هستند، می‌توانند طرح‌های رنگی چندرنگ‌نمای متفاوتی داشته باشند. در چنین مواردی، یک برش نازک از مواد معدنی با تابش نور از طریق آن در زیر میکروسکوپ بررسی می‌شود.